# 呂克芬
呂克芬（荷蘭語：Rucphen）是荷蘭的一個市镇，位於荷蘭南部，在行政區劃上屬於北布拉班特省。呂克芬雖然有鐵路經過但並沒有火車站。

## 外部連結
- 维基共享资源上的相關多媒體資源：呂克芬
- 官方网站